# The Second Stage Turbine Blade
Albums de Coheed and Cambria
In Keeping Secrets of Silent Earth: 3
(2003)
The Second Stage Turbine Blade est le premier album du groupe américain de rock progressif Coheed and Cambria, publié le 5 février 2002, par Defiance Records et Equal Vision Records.

## Liste des chansons
Toutes les paroles sont écrites par Claudio Sanchez, toute la musique est composée par Coheed and Cambria.
| No  | Titre                      | Durée |
| --- | -------------------------- | ----- |
| 1.  | Second Stage Turbine Blade | 0:53  |
| 2.  | Time Consumer              | 5:47  |
| 3.  | Devil in Jersey City       | 4:47  |
| 4.  | Everything Evil            | 5:50  |
| 5.  | Delirium Trigger           | 4:45  |
| 6.  | Hearshot Kid Disaster      | 5:41  |
| 7.  | 33                         | 3:30  |
| 8.  | Junesong Provision         | 5:21  |
| 9.  | Neverender                 | 5:23  |
| 10. | God Send Conspirator       | 6:32  |